# Бибик, Константин Алексеевич
Константин Алексеевич Бибик — советский хозяйственный, государственный и политический деятель, Герой Социалистического Труда.

## Биография
Родился в 1906 году в Приморской области. Член КПСС.
С 1920 года — на хозяйственной, общественной и политической работе. В 1920—1956 гг. — крестьянин в хозяйстве родителей, активный участник коллективизации в Приморском крае, тракторист, комбайнёр Григорьевской машинно-тракторной станции Михайловского района Приморского края.
Указом Президиума Верховного Совета СССР от 23 июля 1950 года присвоено звание Героя Социалистического Труда с вручением ордена Ленина и золотой медали «Серп и Молот».
С 1946 по 1955 год убрал хлеб с 5498 гектаров, намолотил 290,5 тыс. пудов зерна.
Умер в селе Григорьевка Михайловского района в 1988 году.